# East Duke
East Duke és un poble dels Estats Units a l'estat d'Oklahoma. Segons el cens del 2000 tenia 445 habitants.

## Demografia
Segons el cens del 2000, East Duke tenia 445 habitants, 174 habitatges, i 131 famílies. La densitat de població era de 399,6 habitants per km².
Dels 174 habitatges en un 36,2% hi vivien nens de menys de 18 anys, en un 66,1% hi vivien parelles casades, en un 8% dones solteres, i en un 24,7% no eren unitats familiars. En el 20,7% dels habitatges hi vivien persones soles l'11,5% de les quals corresponia a persones de 65 anys o més que vivien soles. El nombre mitjà de persones vivint en cada habitatge era de 2,56 i el nombre mitjà de persones que vivien en cada família era de 2,98.
Per edats la població es repartia de la següent manera: un 28,1% tenia menys de 18 anys, un 7,4% entre 18 i 24, un 29,7% entre 25 i 44, un 21,3% de 45 a 60 i un 13,5% 65 anys o més.
L'edat mediana era de 35 anys. Per cada 100 dones de 18 o més anys hi havia 89,3 homes.
La renda mediana per habitatge era de 33.942 $ i la renda mediana per família de 39.063 $. Els homes tenien una renda mediana de 30.673 $ mentre que les dones 16.875 $. La renda per capita de la població era de 16.739 $. Entorn del 4,7% de les famílies i el 8,5% de la població estaven per davall del llindar de pobresa.

## Poblacions més properes
El següent diagrama mostra les poblacions més properes.